# Marcelle Pommera
Marcelle Pommera, née le 30 octobre 1905 à Paris et morte le 26 août 1965 dans cette même ville, est une militante socialiste française.

## Biographie
Fille d'un petit commerçant, elle est institutrice à Paris. Syndiquée à la CGTU dès sa sortie de l'école normale, elle participe aux activités du Cercle communiste Marx et Lénine où elle fait la rencontre de Lucien Laurat, qu'elle épouse en 1930.
En rupture avec la direction de la CGTU, proche du PCF, elle adhère à la CGT en 1931, puis l'année suivante, comme plusieurs membres du cercle communiste, à la SFIO. Militant dans la neuvième section socialiste de Paris, où ils sont majoritaires, elle participe à la constitution et à l'animation d'un cercle d'études marxistes locale. Elle y donne notamment des cours d'économie marxistes, qui sont publiées.
Elle évolue cependant rapidement vers le planisme, et s'investit dans la tendance Combat marxiste, qui publie une revue du même nom, et présente, avec d'autres militants, une motion « Pour l'offensive socialiste », très minoritaire, lors du congrès de Toulouse (1934). Par la suite, elle sera de plus en plus violemment critique vis-à-vis du parti communiste, tandis que se construit l'unité, et s'oppose notamment à Jean Zyromski.
Principale inspiratrice de la revue Idée et action, qui remplace en 1936 Combat marxiste, elle est conseillère au ministère des affaires sociales pendant le Front populaire, et s'investit de plus en plus dans la formation des militants, tant au sein du centre confédéral d'éducation ouvrière de la CGT qu'à l'école supérieure socialiste (SFIO).
Dans les mois qui précèdent la guerre, elle se reproche de Paul Faure, et contribue notamment à la revue Le Pays Socialiste.
Attentiste pendant la guerre, elle s'abstient également de toute collaboration et de tout acte de résistance. Un temps membre du Parti socialiste démocratique après guerre, elle s'éloigne ensuite de l'action politique. Investie dans une association culturelle (Art et connaissance), elle participe aussi aux activités du cercle d'études sociologiques de Guy Vinatrel, Angelo Tasca et Albert Vassart.

## Sources
- Dictionnaire biographique du mouvement ouvrier, mouvement social, notice de Jean-Louis Panné.